# Estádio Franz Horr
Estádio Franz-Horr, conhecido como Generali-Arena por razões de patrocínio, é um estádio de futebol localizado na cidade de Viena, Áustria, utilizado pelo FK Austria Wien desde 1973 e está situado no distrito de Favoriten, ao sul da capital austríaca. Sua capacidade é para até 17 656 espectadores, as medidas do campo de jogo são 105 por 68 metros e tem grama natural.

## História
O estádio foi inaugurado em 30 de agosto de 1925 e em princípio foi o campo do Slovan Viena, equipe que representava a minoria tcheca em Viena. De início, seu primeiro nome foi České srdce («coração tcheco») e tinha uma capacidade para 10 850 espectadores. A sua inauguração foi em uma partida contra o Hertha Viena que terminou com vitória do clube local por 1 a 0.
Ao término da Segunda Guerra Mundial, o estádio foi parcialmente destruído e todas as tribunas foram reconstruídas. Em 1973 o Austria Viena, que estava buscando seu próprio estadio, assumiu este campo para os jogos do Campeonato Austríaco de Futebol (em alemão, Österreichische Fußball-Bundesliga). A primeira partida oficial se jogou em 26 de agosto. 
Um ano depois se trocou o nome em honra a Franz Horr, presidente da Federação Vienense de Futebol e impulsor da mudança do Austria para o novo estádio, mas devido a seu estado de deterioração, o clube se viu obrigado a trocar de local de novo até que a primeira reforma fosse concluída, reinaugurando-o em 22 de agosto de 1982. Desde então, foram feitas múltiplas modificações para modernizar os acessos e instalar localidades de assento. As obras da última parte foram concluídas em 2008.
As partidas internacionais e o Dérbi de Viena com o mando do Austria são também disputados no Estádio Ernst Happel por razões de conforto e segurança.
Em 2011 o seu estádio passou a ser nomeado como Generalli Arena, por conta de venda de direitos de uso do nome ("naming rights") para seguradora italiana e sua capacidade foi aumentada para 17 656 (em partidas nacionais) e 15 014 (em partidas internacionais).

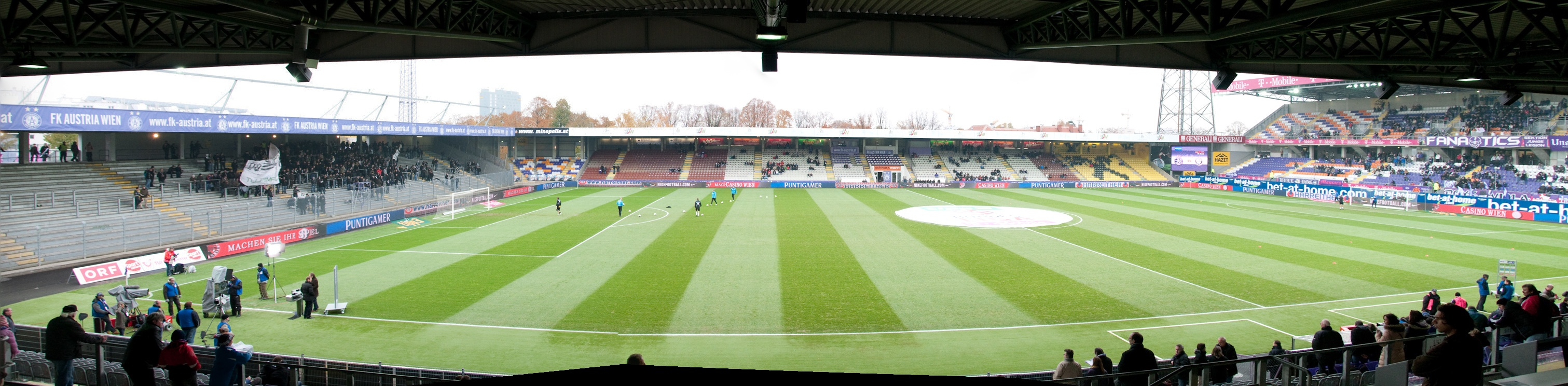
Imagen panorámica.